# Nagyselyk

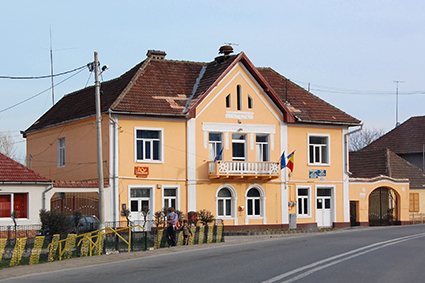
A községháza

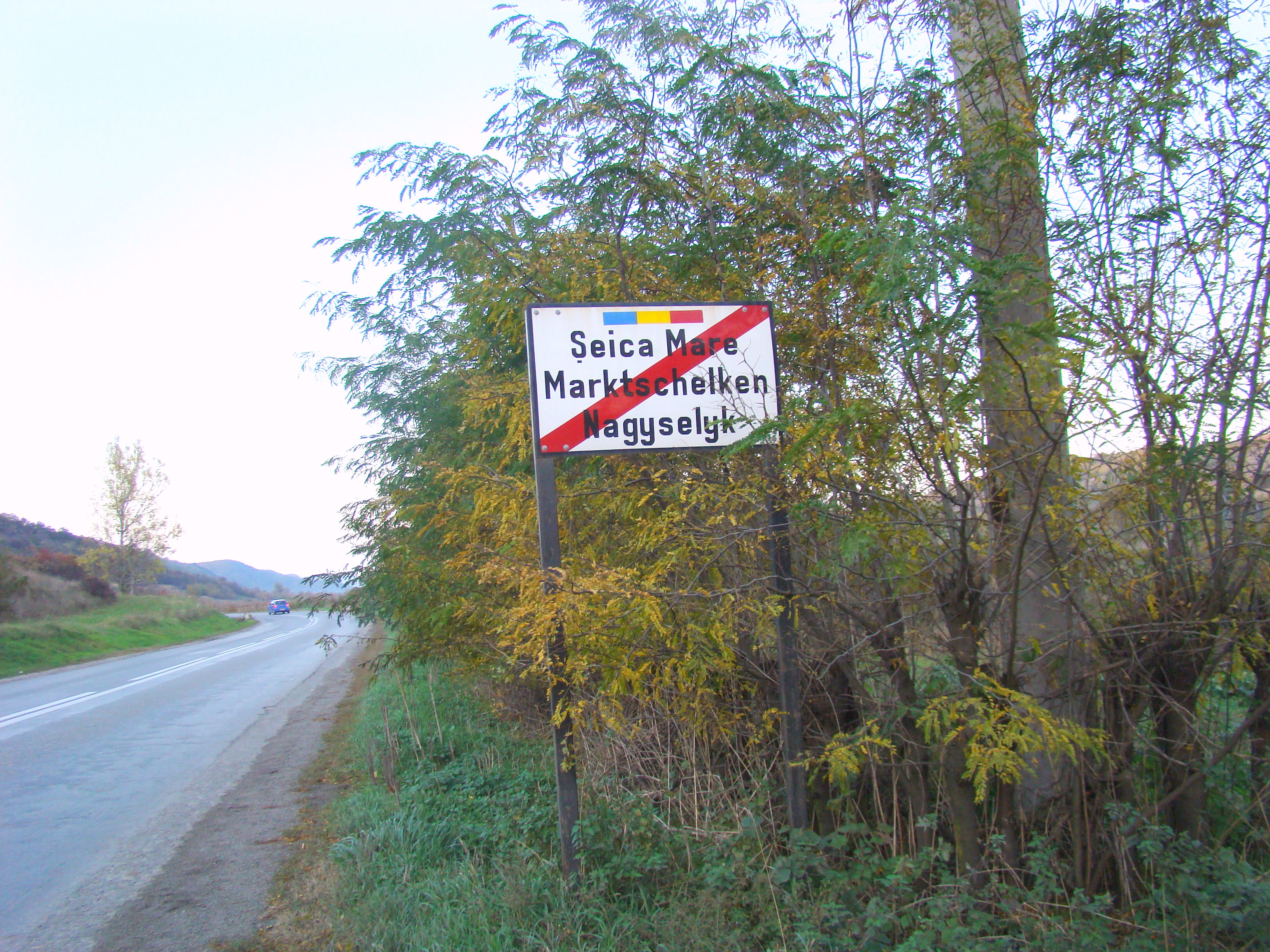

Nagyselyk (románul: Șeica Mare, németül: Marktschelken, szászul Marktšielken) falu Romániában, Szeben megyében, az azonos nevű község központja.

## Fekvése
Nagyszebentől 31 km-re északra fekszik.

## Nevének eredete
Neve bizonytalan, de valószínűleg német eredetű. Talán köze van a német Schalk ('jobbágy, szolga') szóhoz. 1308–10-ben Selk, 1318-ban Seelk, 1337-ben Seel, 1357-ben Zelk, 1365-ben Schelken, 1412-ben Schelk maior, 1415-ben Schelka mairos, 1430-ban Sek, 1503-ban Gross Schelken, 1507-ben Nagy Schelk, 1541-ben Matschelk és Martschelkn, 1733-ban N Sejk, 1808-ban Seiká máre, 1854-ben Nagy-Selyk és Marktschelken alakban írták.

## Lakossága
- 1850-ben 1333 lakójából 600 volt román, 583 német, 119 cigány és 18 magyar nemzetiségű; 586 evangélikus, 522 görögkatolikus, 199 ortodox és 12 református vallású.
- 1910-ben 1664 lakosából 846 volt román, 646 német és 166 magyar anyanyelvű; 636 evangélikus, 445 görögkatolikus, 404 ortodox, 95 református, 29 római katolikus, ugyanennyi zsidó és 15 unitárius vallású.
- 2002-ben 3480 lakosából 3280 vallotta magát román, 98 magyar, 74 cigány és 28 német nemzetiségűnek; 3179 ortodox, 143 görögkatolikus, 82 református és 30 evangélikus felekezetűnek.

## Története
Szász alapítású település. Első említésekor mindjárt mint káptalan székhelye tűnik fel. 1336-ban említik először Nagyselykszék székhelyeként, amely Medgyesszékkel együtt „Kétszék” néven csak a középkor végén lett a Királyföld része. Akkor Kisselyk, Asszonyfalva, Nagybaromlak, Mardos, Sálfalva, Hásság és Kiskapus tartozott hozzá. Élén a Nagyselyken székelő királybíró állt. Nagyselykszék 1552–55-ben beolvadt Medgyesszékbe, de a gyakorlatban később is, egészen a 19. század elejéig használták a nevét.
1412-ben Stibor vajdától nyert szabadalmat országos vásár megtartására. 1516-ban 62 házbirtokos családfő, négy özvegy, négy pásztor és egy molnár lakta. 1520-ban II. Lajostól megkapta a szabad bíróválasztás jogát. 1541-ben országgyűlés helyszíne volt. A 16. században posztókészítői, vargái, takácsai, kovácsai, fazekasai és kőművesei önálló céhet alkottak. Iskoláját először 1595-ben említették.
1705 tavaszán—nyarán hétezer kuruc táborozott benne hatvannégy napig, mialatt a legtöbb lakója Kisselykre menekült. Ősszel a visszatérő kurucok felgyújtották. Közelében 1707 júliusában Tige császári katonái győzelmet arattak egy kétezer főből álló kuruc sereg felett. 1777-ben határvitát vívott egy péterfalvi nemes földesúrral az 1470-ben földrengésben elpusztult Répafalva (Rependorf határáért). A nagyselykiek ekkor már háromszáz éve használták a területet, amely azonban a középkorban a péterfalvi birtok része volt. Románok délen, a Nagyszeben felé vezető út menti kiszélesedő völgyben laktak. Az első román templomot 1777-ben építették fából, amelyet az ortodoxok 1857-ben bővítettek, míg a görögkatolikusok 1900-ban kőtemplomot építettek maguknak. 1849. január 19-én itt pihent meg Bem főserege. 1876-ban Nagyküküllő vármegyéhez csatolták.
A 19. század második felében a nagyselyki román asszonyok arany- és ezüstszállal szőtt kötényeket, függönyöket és bútorszövetet készítettek. 1894-ben megalakult a helyi Racotana takarékpénztár.
1935 húsvétvasárnapján, miközben a szászok az istentiszteletet hallgatták, az állami zászló alatt felvonuló román diákok, rokonszenvezők tömegétől kísérve lerombolták az 1525 körül épült, hat méter magas pellengért.
1964-ben hozzácsatolták Hidegvíz falut is.
Szász lakóinak többsége a 20. század harmadik harmadában elvándorolt. A nagyselyki származású szászok első találkozóját 1984-ben rendezték meg Németországban.

## Látnivalók
- Evangélikus temploma eredetileg a 13. században, torony nélkül épült. 1520-ban kezdték meg erődítését. Ennek során középhajóját megmagasították, dongaboltozattal látták el, új kereszthajót építettek, és védőfallal vették körül, amelyet hat toronnyal erősítettek meg. A falhoz később különböző épületek kapcsolódtak: az óratorony, a városháza, az iskola, a mészárszék és a tömlöc. 1563-ban a kórus fölé védőemeletet emeltek. A templomot 1800-ban meghosszabbították, 1806-ban pedig fölépítették a tornyot. Védőfalát 1906-ban elbontották. Legutóbbi restaurálására 1936-ban került sor. Barokk oltára 1776-ból, orgonája 1839-ből való. Egyik harangját a 15. század közepén öntötték.[3]

## Híres emberek
- Itt született Kappel Izidor (1881. május 31. – Kolozsvár, 1964. március 17.) magyar orvos, orvosi szakíró.